# Hull (Massachusetts)
Hull es un pueblo ubicado en el condado de Plymouth en el estado estadounidense de Massachusetts. En el Censo de 2010 tenía una población de 10.293 habitantes y una densidad poblacional de 147,93 personas por km².

## Geografía
Hull se encuentra ubicado en las coordenadas 42°20′25″N 70°52′0″O / 42.34028, -70.86667. Según la Oficina del Censo de los Estados Unidos, Hull tiene una superficie total de 69.58 km², de la cual 7.25 km² corresponden a tierra firme y (89.58%) 62.33 km² es agua.

## Demografía
Según el censo de 2010, había 10.293 personas residiendo en Hull. La densidad de población era de 147,93 hab./km². De los 10.293 habitantes, Hull estaba compuesto por el 95.23% blancos, el 0.91% eran afroamericanos, el 0.51% eran amerindios, el 0.99% eran asiáticos, el 0.05% eran isleños del Pacífico, el 0.66% eran de otras razas y el 1.65% pertenecían a dos o más razas. Del total de la población el 1.68% eran hispanos o latinos de cualquier raza.